# Burgstall Mühlhausen

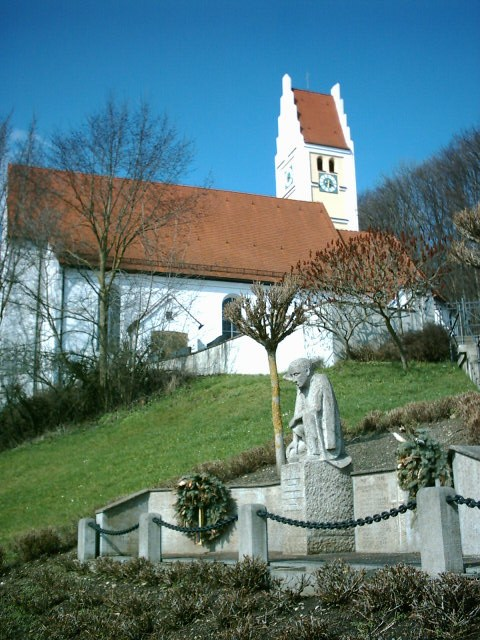
Burgstall hinter der Pfarrkirche

Der Burgstall Mühlhausen  (Karlsberg, Schlossberg) bezeichnet eine abgegangene Höhenburg auf 515 m ü. NN etwa 200 Meter nördlich der Pfarrkirche von Mühlhausen (Gemeinde Affing, Landkreis Aichach-Friedberg, Schwaben) auf dem Lechrain. Von der hochmittelalterlichen Ministerialen-Burg haben sich nur die Erdwerke erhalten.

## Geschichte
- Die Burg entstand wohl im 12. Jahrhundert als Sitz eines wittelsbachischen Dienstmannen-Geschlechtes. Die heute sichtbaren Geländemerkmale und Erdwerke bieten das typische Bild einer solchen hochmittelalterlichen Ministerialenburg.
- Um 1150 erscheint ein Pertholdus de Mulenhusen im Traditionskodex des Klosters St. Ulrich und Afra zu Augsburg.
- Bis 1217 lassen sich vier Namensträger der Burg zuordnen.
- Zwischen 1230 und 1270 entstand das lehnbare Amt (officium) Mühlhausen, das aus 15 Höfen, 3 Huben, einem Gut, 2 Mühlen und einer Schwaige in 10 Ortschaften bestand. Hinzu kamen noch Vogteien in 10 Orten.
- Um 1270 war ein Marschalk von Schiltberg Inhaber der Pflege Mühlhausen. Nach dem Tod des kinderlosen Berthold von Schiltberg (1284) fiel das Lehen an die Herzöge zurück. Das Amt blieb jedoch bestehen.
- 1310 fiel das Amt bei der Teilung des Vitztumamtes München an den Ingolstädter Teil Herzog Ludwigs.
- 1320 wird ein Konrad als Burghüter (super castro Mulhausen) erwähnt.
- 1329 im Hausvertrag von Pavia wurde die Veste zum Anteil Kaiser Ludwigs geschlagen.
- 1388 stürmten die Augsburger während des „Städtekrieges“ die Burg und verwüsteten das Umland. Hierbei sollen 10 bayerische Untertanen zu Tode gekommen sein.
- 1392 gehörte Mühlhausen zum Ingolstädter Landesteil Herzog Stephans III. Die Anlage scheint nach ihrer Zerstörung zumindest teilweise wiederhergestellt worden zu sein.
- 1405 verpfändeten die Herzöge die „Veste Mühlhausen am Lech“ für 1.000 fl. an die Herren von Burgau.
- Gegen 1415/20 kam die „Herrlichkeit zu Mühlhausen“ zum neu gebildeten Landgericht Friedberg.
- 1416 wurde der letzte Pfleger vor dem Friedberger Landgericht wegen Unterschlagung von Gütern verurteilt. Die Burgauer lagen damals mit dem Ingolstädter Herzog in Fehde. Ein Mitglied dieser Familie wurde gar 1416 in Lauingen enthauptet. Wahrscheinlich wurde die Burg anschließend endgültig aufgelassen und diente anschließend den Bauern der Umgebung als willkommener Steinbruch.
- 1821 vermutete man auf dem Schlossberg ein kleines römisches Kastell oder einen Wachtturm.
- 1895 erkannte man den mittelalterlichen Charakter des Burgstalls, schloss aber eine ältere Wehranlage an dieser Stelle nicht aus. Eine solche Vorgängeranlage erscheint auf Grund der strategisch günstigen Lage der Burg auf dem Lechrain vor den Toren der Stadt Augsburg durchaus plausibel. Allerdings deutet im Gelände wenig auf eine ältere – etwa frühmittelalterliche – Schutzburg hin. Jedoch liegen zwischen Thierhaupten und Mering in regelmäßigen Abständen einige mutmaßliche Ungarnschutzburgen unterschiedlicher Größe auf der Lechleite. Die Burgstelle Mühlhausen würde sich gut in dieses Befestigungssystem einfügen.
- Im 19. und 20. Jahrhundert wurde das Bodendenkmal durch eine große Kiesgrube beeinträchtigt. Die Materialgrube erstreckt sich bis an den Graben der Hauptburg. Der Südteil der Vorburg ist dem Abbau vollständig zum Opfer gefallen.
- 1975 wurde der Burgstall durch das Bayerische Landesamt für Denkmalpflege (Eugen Ixmeier) vermessen und topographisch aufgenommen.
- Um 1995 wurde der Ostwall der Vorburg bei der Anlage eines in den Graben gelegten Holzabfuhrweges durchstochen. Die Lücke wurde später teilweise wieder aufgefüllt, ist aber noch deutlich erkennbar.

## Beschreibung

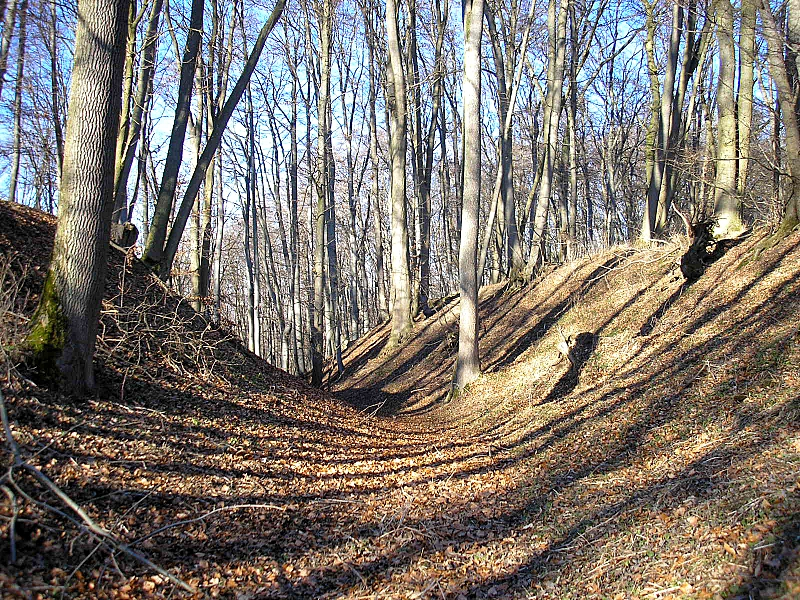
Bis zu 6,5 Meter tiefer Halsgraben der Hauptburg

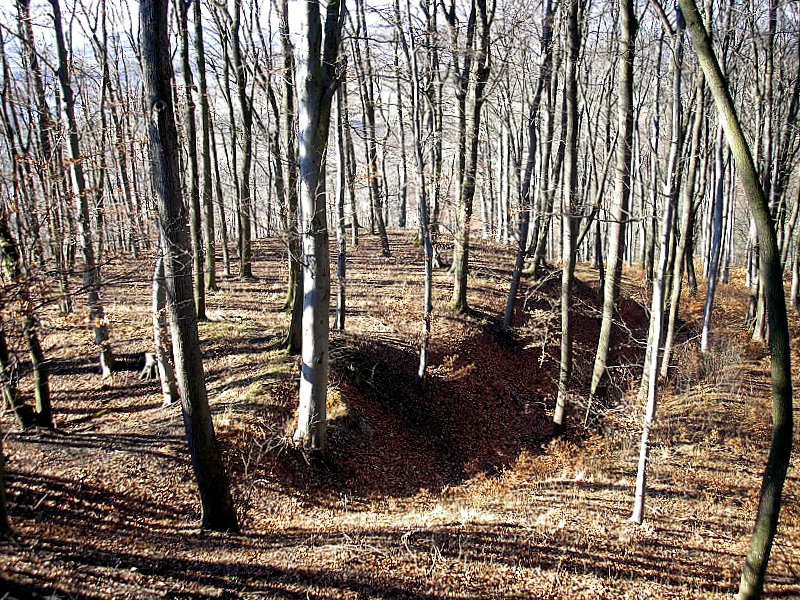
Nordwestliches Vorwerk unter dem Hauptburgkegel

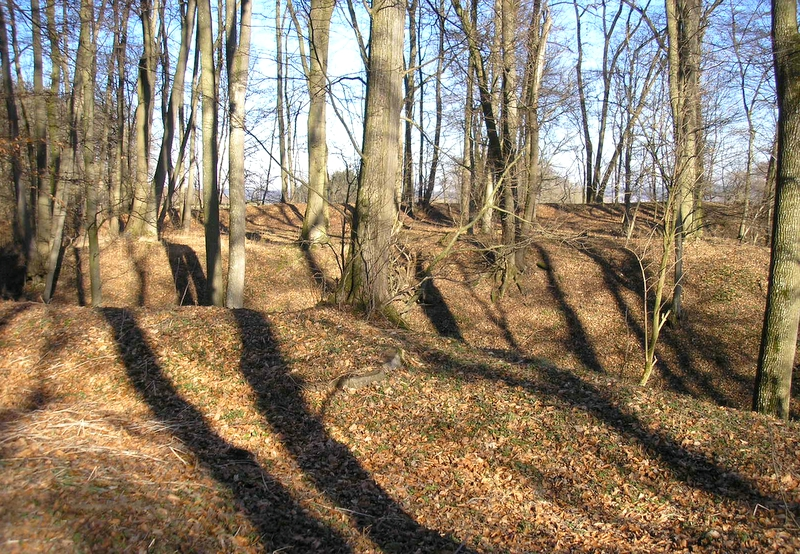
Blick vom Plateau der Hauptburg nach Nordosten zur Vorburg

Der Burgstall liegt am Abbruch eines nach Westen ins Lechtal vorspringenden Ausläufers der Lechleite. Das Gelände fällt hier sehr steil ab.
Die annähernd dreieckige Hauptburg (etwa 38 × 38 Meter) wird im Süden und Osten durch einen bis zu 6,50 Meter tiefen Halsgraben gesichert. Grabungsspuren, Schutthaufen und Reste von Dachziegeln künden von der früheren Bebauung des Innenraumes. Einige Grundmauerreste dicht unter der Oberfläche bestehen aus kleineren Backsteinziegeln (Stärke 6,5 Zentimeter). Zusätzlich finden sich vermörtelte Bachkiesel als Baumaterial.
Nach Osten ist eine rechteckige Vorburg vorgelegt, die von einem winkelförmigen Doppelwall mit dazwischen liegendem, etwa drei Meter tiefen Graben umfasst wird. Im Südosten schiebt sich die große ehemalige Kiesgrube in den Burgbereich.
Ein weiteres Vorwerk ist im Nordwesten an der Hangkante erkennbar. Das zungenförmige, etwa 65 Meter lange Plateau wird im Osten von einem seichten Graben geschützt. Weiter östlich springt ein weiteres Vorwerk aus dem Hang. Der ovalen Terrasse wurde im Norden zusätzlich ein kurzes Wallstück vorgelegt. Sicherlich verlief der ursprüngliche Burgweg zwischen diesen Vorwerken. Diese Wegesicherung könnte ein Indiz für eine frühmittelalterliche Vorgängerburg sein. Eine ähnliche Torsicherung weist der als ungarnzeitlich interpretierte Ringwall im Ottmaringer Holz bei Kissing auf. Diese Wehranlage liegt etwa 12 Kilometer südlich auf der Lechleite.
Das Bayerische Landesamt für Denkmalpflege verzeichnet das Bodendenkmal als mittelalterlichen Burgstall unter der Denkmalnummer D 7-7531-0051.

## Siehe auch

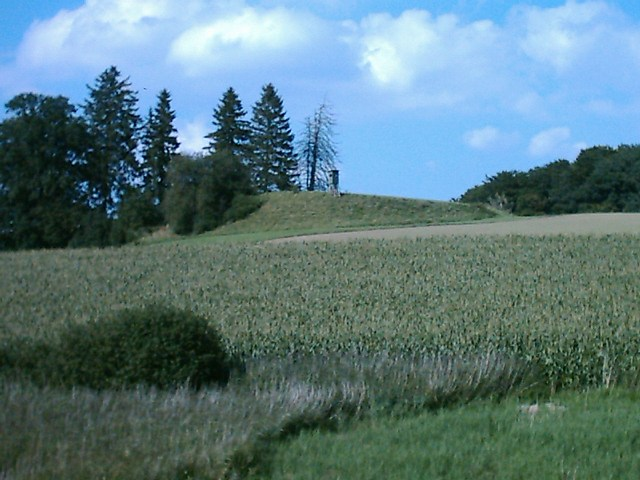
Burgstelle in Miedering

## Die fünf Burgen von Affing
Die Veste Mühlhausen ist nur eine von fünf Burgstellen in der Gemeinde Affing, die alle aus dem hohen Mittelalter stammen. Die Burgen in Affing (heute Schloss Affing) und Iglbach lagen im „Affinger Becken“, eine lag südöstlich von Haunswies und die Burgen in Mühlhausen und Miedering standen am Lechrain. Bei der sagenhaften „Goldburg“ von Mühlhausen (beim heutigen Sportgelände des TSV Mühlhausen) handelte es sich wahrscheinlich um ein Wäldchen am „Goldberg“. Hier sollen die Herren von Mühlhausen vor der Zerstörung der Burg ihre Schätze vergraben haben.